# Villafranqueza
Villafranqueza (también llamado El Palamó) es un núcleo de población y barrio de la ciudad española de Alicante, ubicado en el norte del término municipal. Se encuentra a 4,2 km en línea recta del Mercado Central de Alicante y unos 600 m al este de San Vicente del Raspeig. Limita por su parte sur con la autovía Alicante-Murcia, que lo separa del resto de la ciudad. Según el padrón municipal, el barrio cuenta en el año 2022 con una población de 4474 habitantes (2238 mujeres y 2236 hombres).

## Historia
El lugar de Villafranqueza debe el nombre a su fundador Pedro Franqueza, secretario de Estado y hombre de confianza del duque de Lerma. En cambio, el nombre de El Palamó es de origen incierto. Aunque posiblemente se trate de la deformación popular del castellano palomo, estudios filológicos sugieren un origen prerromano.
El 31 de diciembre de 1592 Pedro Franqueza compró dos fincas (El Palamó y Orgegia) en el término municipal de la ciudad de Alicante, con la finalidad de establecer en ella un cierto número de colonos. La venta del "Palamon de Abaxo" fue realizada por Violante Alcarraz de Orihuela, tal y como figura en la escritura de venta autorizada por Ginés Miralles, notario de Alicante en 31 de diciembre de 1592 (escritura de propiedad original, colección de José Ángel Albert Boronat). 
En 1598 le fue concedida la jurisdicción alfonsina. Unos años más tarde, Felipe III le otorgaba a su titular la jurisdicción suprema.
En la segunda mitad del siglo XVIII, el señorío terminó en manos de Bernardo de Vilarig, conde de Cirat y Villafranqueza, que procedió al amojonamiento y separación definitiva del término de Villafranqueza del de Alicante.
En 1857 contaba con 1297 habitantes; en 1897 eran 1430, que descendieron a 1187 habitantes en el 1930.
Debido a las dificultades económicas por las que atravesaba, el Ayuntamiento de Villafranqueza solicitó al Ayuntamiento de Alicante su anexión a este en 1930, fijándose las condiciones de la fusión al año siguiente y considerándose efectiva a partir del 1 de enero de 1932. Entre las condiciones cabe resaltar la primera de ellas, por la que dicha villa aceptaba con carácter definitivo la fusión, y la sexta, por la que su población compartiría con la ciudad de Alicante el disfrute de todos los bienes y derechos de la ciudad.

## Demografía
| Gráfica de evolución demográfica de Villafranqueza entre 1842 y 1930 |
| |
| Población de derecho según los censos de población del INE. Población de hecho según los censos de población del INE.Entre el censo de 1940 y el anterior, este municipio desaparece porque se integra en el municipio 03014 (Alicante). |

Según el padrón municipal de habitantes de Alicante, la evolución de la población del barrio de Villafranqueza en los últimos años, del 2010 al 2022, tiene los siguientes números:
|              | 2010 | 2011  | 2012  | 2013  | 2014  | 2015 | 2016   | 2017  | 2018  | 2019  | 2020  | 2021  | 2022  |
| ------------ | ---- | ----- | ----- | ----- | ----- | ---- | ------ | ----- | ----- | ----- | ----- | ----- | ----- |
| Población    | 4242 | 4297  | 4358  | 4327  | 4352  | 4359 | 4246   | 4274  | 4315  | 4328  | 4343  | 4428  | 4474  |
| (Diferencia) |      | (+55) | (+61) | (-31) | (+25) | (+7) | (-113) | (+28) | (+41) | (+13) | (+15) | (+85) | (+46) |

## Infraestructuras
En Villafranqueza se encuentra la parroquia de San José, la ermita de San Antonio Abad, el Panteón de los Guijarro, un pequeño cementerio, una biblioteca municipal, un centro médico y tres colegios: colegio público Juan Bautista Llorca, Colegio Jesús-María de Villafranqueza y el colegio Waldorf.

## Fiestas y tradiciones
Se celebran todos los años, en el mes de marzo, las fiestas patronales y de Moros y Cristianos en honor de san José, además de la Semana Santa y el porrate de San Antonio en el mes de enero.
Cada mes de febrero, se celebra la tradicional procesión cívica en honor a los Mártires de la Libertad, militares liberales capitaneados por Pantaleón Boné, que fueron fusilados el 14 de febrero de 1844 en la tapia del Panteón de los Guijarro. Trágicos y heroicos hechos históricos en defensa de las libertades que el catedrático y compositor alicantino Miguel Brotóns, nacido en Villafranqueza, recreó musicalmente en su oda y poema sinfónico titulado “Mártires de la Libertad”.
En el mes de septiembre, se celebra el mig-any. Una réplica de las fiestas de Moros y Cristianos que se lleva a cabo en el momento en el que pasan seis meses de las fiestas principales en honor de san José.
El hecho de que la música sea en su esencia parte indivisible de las fiestas, tradiciones, historia e identidad de un pueblo, hace que este histórico barrio alicantino posea un pasodoble (himno de fiestas) con su propio nombre “Villafranqueza”. Así como un himno con título “A la Vila del Palamó”. Composiciones de los maestros locales Miguel Brotóns y José Torregrosa.